# Le mammole
Le mammole, prova o ripetizione di un dramma romantico (Les feluettes) è un'opera teatrale del drammaturgo canadese Michel Marc Bouchard. Nel 1996 il dramma è stato trasposto sul grande schermo da John Greyson nel film Lilies. Il dramma narra di una colpa presunta e di un amore che - cercando di nascondersi - ne sfiora e distrugge tanti altri fino a ritorcersi contro se stesso.

## Trama
L'anziano detenuto Simon Doucet, prossimo alla scarcerazione, convoca il vescovo Bilodeau nella sua cella con il pretesto di confessarsi. Giunto qui, il vescovo è costretto ad assistere alla rappresentazione (inscenata dai detenuti) dell'amore proibito tra i giovani Simon e Vallier - sbocciato durante le prove del dramma Il martirio di San Sebastiano - e ostacolato dal giovane futuro vescovo che, innamorato anch'egli di Simon, finirà per uccidere il rivale e far ricadere la colpa sull'amato.